# José Luis Carreira
José Luis Carreira (nacido el 30 de marzo de 1962) es un atleta español retirado, que compitió principalmente en 1500 m. Consiguió medallas en los Campeonatos Europeos en Pista Cubierta de 1985 y 1986. Además, consiguió la sexta posición en el Campeonato Mundial de Atletismo en Pista Cubierta de 1989 y la novena en el Campeonato Europeo de Atletismo de 1986.

## Competiciones internacionales
| Año  | Competición                            | Sede                        | Puesto            | Prueba | Marca    |
| ---- | -------------------------------------- | --------------------------- | ----------------- | ------ | -------- |
| 1981 | Campeonato Europeo Junior              | Utrecht, Países Bajos       | 14º (sf)          | 800 m  | 1:53.51  |
| 1985 | Campeonato Europeo en Pista Cubierta   | El Pireo, Grecia            | Medalla de bronce | 1500 m | 3:40.43  |
| 1986 | Campeonato Europeo en Pista Cubierta   | Madrid, España              | Medalla de plata  | 1500 m | 3:45.07  |
| 1986 | Campeonato Iberoamericano de Atletismo | La Habana, Cuba             | Medalla de oro    | 1500 m | 3:44.93  |
| 1986 | Campeonato Europeo                     | Stuttgart, Alemania Federal | 9º                | 1500 m | 3:44.09  |
| 1989 | Mundial en pista cubierta              | Budapest, Hungría           | 7º                | 3000 m | 7:53.22  |
| 1989 | Copa del Mundo                         | Barcelona, España           | Medalla de bronce | 5000 m | 13:25.94 |

## Mejores marcas
Aire libre
- 800 metros – 1:52.06 (Utrecht 1981)
- 1500 metros – 3:35.56 (La Coruña 1986)
- Milla – 3:55.94 (Madrid 1987)
- 2000 metros – 4:57.53 (Santander 1986)
- 3000 metros – 7:44.04 (Sevilla 1987)
- 5000 metros – 13:25.94 (Barcelona 1989)

Pista cubierta
- 1500 metros – 3:38.77 (Oviedo 1986)
- 3000 metros – 7:51.98 (Budapest 1989)